# صموئيل فارو
صموئيل فارو هو محامي وسياسي أمريكي، ولد في 1759 في مستعمرة فرجينيا في مملكة بريطانيا العظمى، وتوفي في 18 نوفمبر 1824 في كولومبيا في الولايات المتحدة. نشط حزبياً في الحزب الجمهوري الديمقراطي. وقد انتخب عضو مجلس النواب الأمريكي ‏.